# Aeshna meruensis
Aeshna meruensis là một loài chuồn chuồn ngô thuộc họ Aeshnidae. Nó được tìm thấy ở Kenya, Tanzania, và Uganda. Môi trường sống tự nhiên của chúng là rừng khô nhiệt đới hoặc cận nhiệt đới, rừng ẩm vùng đất thấp nhiệt đới hoặc cận nhiệt đới, vùng cây bụi khô khu vực nhiệt đới hoặc cận nhiệt đới, sông ngòi, và sông có nước theo mùa.